# Jean Bruce Scott
Pour les articles homonymes, voir Scott.
Jean Bruce Scott, née le 25 février 1956 à Monterey en Californie, est une actrice américaine principalement connue pour ses rôles dans les séries de télévision Supercopter.

## Filmographie

### Télévision
- Des jours et des vies (326 episodes, 1980-1982)
- K2000 (saison 1, épisode 16, Une si jolie petite ville, 1984).
- Magnum (11 épisodes de 1982 à 1988)
- Wishman (série télévisée, 1983)
- Hôpital St Elsewhere (8 épisodes, 1983-1984)
- Supercopter (34 épisodes de 1984 à 1986)
- Peyton Place: The Next Generation (en) (série télévisée, 1985)
- Kids Don't Tell (en) (téléfilm, 1985)
- Newhart (2 épisodes, 1986)
- Matlock (2 épisodes, 1987-1988)
- Duo d'enfer (1 épisode, 1989)
- MacGyver (épisode Le Tueur invisible, 1989)
- La loi est la loi (épisode Sur un coup de folie, 1990)
- Beverly Hills 90210 (épisode, Soirée années 80, 1999)
- Port Charles (plusieurs épisodes 2000–2003)